# Ислам Каримов
Ислам Абдуганијевич Каримов (узб. Islom Abduganiyevich Karimov, Ислом Абдуғанийевич Каримов; Самарканд, 30. јануар 1938 — Ташкент, 2. септембар 2016) био је председник Узбекистана од марта 1990. до септембра 2016.
Раније је био први секретар Централног комитета Комунистичке партије Узбечке Совјетске Социјалистичке Републике од 1989. до 1990. као и председник савета министара Узбечке ССР од 1990. до 1991. Априла 2015. на председничким изборима добио је четврти мандат за председника Узбекистана.
Био је ожењен и имао две ћерке.
Преминуо је 2. септембра 2016. године од последица можданог удара

## Биографија
Каримов је обављао највише функције у Комунистичкој партији за време Совјетског Савеза, а после распада те земље и проглашења независности Узбекистана 1991. године постао је председник Нове државе.
Током 25-годишње владавине уклонио је многе своје политичке противнике, а невладине организације оптуживале су га да је намештао изборе и подржавао мучење затвореника. Био је познат по прогону радикалних исламиста, екстремиста и терориста итд.
Каримов је годинама балансирао између Истока и Запада, моћних блокова који су хтели доминацију у Узбекистану. Под његовим вођством Узбекистан је постао чланица неколико политичих и војних савеза захваљујући којима се Каримов сматрао једним од најмоћнијих азијски лидера.